# Orluis Aular
Orluis Alberto Aular Sanabria (* 5. listopadu 1996) je venezuelský profesionální silniční cyklista jezdící za UCI ProTeam Caja Rural–Seguros RGA.

## Hlavní výsledky
2014
Národní šampionát
 vítěz silničního závodu juniorů
2016
Vuelta al Táchira
vítěz 1. etapy
2018
Vuelta a Venezuela
vítěz 10. etapy
2019
Národní šampionát
 vítěz časovky
2. místo silniční závod
Vuelta a Venezuela
 celkový vítěz
 vítěz bodovací soutěže
 vítěz vrchařské soutěže
vítěz etap 2, 3, 4, 5 (ITT) a 6
Tour de Kumano
 celkový vítěz
 vítěz bodovací soutěže
vítěz 1. etapy
Vuelta al Táchira
 vítěz bodovací soutěže
vítěz 3. etapy
Tour de Tochigi
2. místo celkově
Panamerické hry
6. místo časovka
Vuelta a Miranda
9. místo celkově
 vítěz bodovací soutěže
vítěz etap 2 a 6
10. místo Japan Cup
2020
Vuelta a Venezuela
 celkový vítěz
Národní šampionát
3. místo silniční závod
3. místo časovka
2022
Národní šampionát
 vítěz silničního závodu
 vítěz časovky
Volta ao Alentejo
 celkový vítěz
 vítěz bodovací soutěže
vítěz etap 1 a 4 (ITT)
Jihoamerické hry
 vítěz silničního závodu
4. místo časovka
vítěz Clássica da Arrábida
Boucles de la Mayenne
 vítěz bodovací soutěže
Panamerické mistrovství
 3. místo časovka
10. místo silniční závod
Bolívarovské hry
4. místo silniční závod
4. místo časovka
2023
Národní šampionát
 vítěz silničního závodu
 vítěz časovky
CRO Race
 celkový vítěz
vítěz 5. etapy
Volta ao Alentejo
 celkový vítěz
 vítěz bodovací soutěže
vítěz Clássica da Arrábida
Středoamerické a karibské hry
 vítěz silničního závodu
4. místo časovka
4. místo Grand Prix du Morbihan
Panamerické hry
6. místo silniční závod
7. místo časovka

### Výsledky na Grand Tours
| Grand Tour      | 2023 |
| --------------- | ---- |
| Giro d'Italia   | —    |
| Tour de France  | —    |
| Vuelta a España | DNF  |

| —   | Nezúčastnil se |
| DNF | Nedokončil     |